# Pavel Novotný (piłkarz)
Pavel Novotný (ur. 14 września 1973 w Kromieryżu) – czeski piłkarz który grał na pozycji lewego obrońcy lub pomocnika.

## Kariera klubowa
Karierę piłkarską Novotný rozpoczął w amatorskim Spartaku Hulín. W 1988 roku podjął treningi w młodzieżowej drużynie TJ Gottwaldov, przemianowanego potem na FK Zlín. W 1991 roku odszedł do Slavii Praga i w jej barwach zadebiutował w pierwszej lidze czechosłowackiej. Rozegrał 3 mecze i odszedł do Unionu Cheb. Tam spędził półtora roku i wrócił do Slavii. Tam stał się podstawowym zawodnikiem i w 1994 oraz 1995 roku został wicemistrzem Czech. W 1996 roku wywalczył swoje pierwsze w karierze mistrzostwo kraju, a w 1997 roku do sukcesów dołożył kolejne wicemistrzostwo oraz zdobyty Puchar Czech. Latem trafił do niemieckiego VfL Wolfsburg i rozegrał dla niego 15 meczów w niemieckiej Bundeslidze. W 1998 roku wrócił do kraju i grał w Sparcie Praga. W latach 1999–2001 trzykrotnie zostawał ze Spartą mistrzem kraju. Następnie przez półtora roku był rezerwowym w Slavii, z którą zdobył jeden puchar i wywalczył jedno wicemistrzostwo. W latach 2003–2005 grywał w FC Střížkov Praha 9, a w 2006 roku kończył karierę jako gracz SC Xaverov.

## Kariera reprezentacyjna
W 1996 roku Novotný został powołany przez selekcjonera Dušana Uhrina do kadry na Euro 96. Tam 26 czerwca zadebiutował w reprezentacji Czech w wygranym po serii rzutów karnych półfinale z Francją. Na tym turnieju został wicemistrzem Europy. Swój drugi i ostatni mecz w kadrze narodowej rozegrał w 1999 roku. Ma za sobą także 18 występów i 8 goli w kadrze U-21.